# Akira Tonomura
Akira Tonomura (外村 彰, Tonomura Akira, Hyōgo, 25 de abril de 1942 — 2 de maio de 2012) foi um físico japonês. Mais conhecido por ter desenvolvido a holografia eletrônica e pela verificação experimental do efeito de Aharonov-Bohm.

## Publicações
- Electron Holography, 2nd edition/A. Tonomura, Springer, Springer Series in Optical Sciences (1999)